# فرانز هورن (مؤرخ أدبي)
فرانز هورن (بالألمانية: Franz Horn)‏ (و. 1781 – 1837 م) هو مؤرخ أدبي، وكاتب، وشاعر، وناثر، ومدرس ألماني، ولد في براونشفايغ، توفي في برلين، عن عمر يناهز 56 عاماً.